# جواد قدیری
جواد قدیری عضو سازمان مجاهدین خلق است. او شوهر پیشین زهره عطریانفر (خواهر محمد عطریانفر) می‌باشد.
جواد قدیری دارای سابقه تشکیلاتی کار با مجاهدین خلق (قبل از انقلاب) و با «مسعود رجوی» هم‌بند بوده. وی از اعضای قدیمی و مهم سازمان و نفوذی در کمیته انقلاب مستقر در اداره دوم ارتش بود، بعد از ترور نافرجام سید علی خامنه‌ای در ۶ تیر ۱۳۶۰ متواری شد و از کشور گریخت. وی همچنین در سرقت اسناد مربوط به کودتای نوژه نیز دست داشته است.
او مأمور هدایت عفت غنی‌پور برای ترور روح‌الله خمینی از طرف سازمان مجاهدین خلق بود.
در سال ۱۳۶۴، نام قدیری در لیست شورای مرکزی سازمان مجاهدین خلق به عنوان مرکزیت درج گردید. نامهای دیگر او محمد جواد قدیری مدرس و محمد جواد قدیری کفرانی است.